# Наапетаван
Наапетаван (на арменски: Նահապետավան) е село и община в Армения, област Ширак. Според Националната статистическа служба на Армения през 2012 г. има 1234 жители.

## Демография
Броят на население в годините 1873–2004 е както следва: